# Neuroplasticita

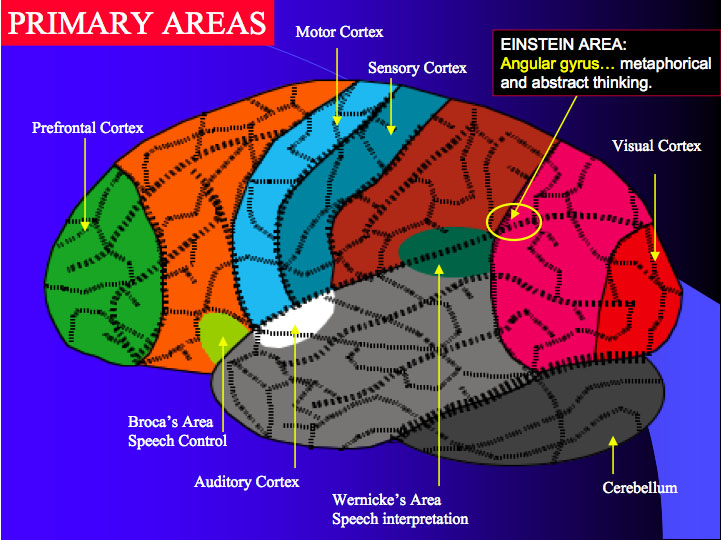
Vzpomínky nejsou "zakódované" v žádné z tradičních mozkových oblastí

Neuroplasticita či plasticita mozku je označení pro vývoj změn v mozku v průběhu života zvířete a člověka. Termín pochází z pozdního 20. století, ale počátkem 21. století se prokázalo, že se mozek vyvíjí i v dospělosti. To byl průlom v tehdejším paradigmatu, že po tom, co lidský mozek projde tzv. kritickým obdobím, pracuje už pouze jen s vybudovanými neurálními cestami.
Neuroplastické změny mohou proběhnout jak v rámci jednotlivých neuronů, tak v rámci komplexních struktur. Po vážnějších zraněních (především u dětí) probíhá cortical remapping.  Nedávné studie naznačují, že tvorbu neurových spojení může také značně ovlivnit prostředí, ve kterém se neurony nacházejí, což je klíčovým poznatkem pro zdravý vývoj, učení, paměť a obnovu po úrazech mozku.
Neurologové používají termín synaptická plasticita pro mezineuronové změny a nesynaptická plasticita pro změny které ovlivňují neuronová spojení.

## Využití a příklady
Existuje mnoho příkladů, kdy jsou navazovány nové konexe v důsledku obnovy po zranění. Dnes je všeobecným vědeckým konsensem, že neurogeneze (vznik nových mozkových buněk) může probíhat i u relativně starých savců. Důkaz zahrnuje především oblast hipokampu a čichového bulbu, ale podle nejnovějších výzkumů probíhá nejspíše i v cerebellu.
Způsob jakým může prožitek ovlivnit mozkové dráhy prohlubuje znalosti v epistemologii či teorií jako neurální darwinismus či podmíněné reflexy.

### Obnova po úrazu mozku
Byla nalezena překvapivá korelace mezi neuroplasticitou a obnově mozku po zranění. Jedna výzkumná skupina dokonce vyvinula léčbu, která zvýšením dávk progesteronu ve formě injekcí po infarktu nebo traumatickém poranění mozku (TBI) lze zabránit vymírání mozkových buněk a vzniku edémů a zánětů.  V jejich klinických studií se jim podařilo snížit mortalitu takto léčených osob o 60 %.

### Zrak
Po desetiletí převládání názoru, že binokulární vidění vzniká v raném dětství, se objevily studie, podle kterých mohou být lidé zbaveni i takových poruch, jako je tupozrakost.

### Léčba poruch učení
Michael Merzenich vyvinul sérii počítačových programů Fast ForWord. FastForWord nabízí sedm cvičení mozku za účelem pomoci dyslektikům v učení a používání jazyka. Data z publikované studie naznačují, že programy, které využívají znalosti o neuroplasticitě by mohly značně vylepšit kognitivní funkce i paměť i u dospělých s ARCD. Nicméně podle meta-analýzy z roku 2011 "Neexistuje žádný důkaz, že Fast ForWord pomáhá dětem s problémy čtení a logopedickými problémy." Kritici této meta-analýzy zpochybňují jednak použité statistické metody a také to, že pouze malý počet studií uskutečněný na toto téma byl zahrnutý do této analýzy. Existuje více než 300 studií, které ověřují účinnost programu Fast ForWord a ve zmíněné analýze jich bylo zahrnuto pouze 5.

### Smyslová protéza
Mozek se po narození musí přizpůsobit na podněty z okolí. Vrozené poruchy sluchového ústrojí potkají každého tisícího novorozence. Pokud ale děti používají v určitém období speciálně navržené implantáty, může se pozdější dopad na sluch extrémně zlepšit. Plasticita v oblasti sluchu je nejaktivnější mezi druhým a čtvrtým rokem, proto mohou kochleární implantáty pomoci i prelingválně hluchých dětem učit se komunikaci skrze hlas své matky.